# Monviel
Monviel település Franciaországban, Lot-et-Garonne megyében. Lakosainak száma 77 fő (2022. január 1.). Monviel Monbahus, Montignac-de-Lauzun, Moulinet, Saint-Maurice-de-Lestapel és Ségalas községekkel határos.

## Népesség
A település népességének változása:
| Lakosok száma | 126  | 101  | 90   | 79   | 89   | 83   | 79   | 78   | 78   | 77   |
|               | 1968 | 1982 | 1990 | 2006 | 2013 | 2015 | 2017 | 2019 | 2020 | 2022 |